# Архимедова спираль

Рис. 0

Рис. 1

Архиме́дова спира́ль — спираль, плоская кривая, траектория точки M (см. рис. 1), которая равномерно движется вдоль луча OV с началом в O, в то время как сам луч OV равномерно вращается вокруг O. Другими словами, расстояние ρ = OM пропорционально углу поворота φ луча OV.
Повороту луча OV на один и тот же угол соответствует одно и то же приращение ρ.
Свойства этой спирали описаны древнегреческим учёным Архимедом в его сочинении «О спиралях».

## Описание
Уравнение Архимедовой спирали в полярной системе координат записывается так:
(1)  {\displaystyle \rho =k\varphi ,}
где k — смещение точки M по лучу r при повороте на угол, равный одному радиану.
Повороту прямой на {\displaystyle 2\pi } соответствует смещение a = |BM|  = |MA| = {\displaystyle 2k\pi }.
Число a — называется «шагом спирали». Уравнение Архимедовой спирали можно переписать так:
{\displaystyle \rho ={\frac {a}{2\pi }}\varphi .}
При вращении луча против часовой стрелки получается правая спираль (синяя линия) (см. рис. 2), при вращении по часовой стрелке — левая спираль (зелёная линия).

Рис. 2

Обе ветви спирали (правая и левая) описываются одним уравнением (1). Положительным значениям {\displaystyle \varphi } соответствует правая спираль, отрицательным — левая спираль. Если точка M будет двигаться по прямой UV из отрицательных значений через центр вращения O и далее в положительные значения, вдоль прямой UV, то точка M опишет обе ветви спирали.
Луч OV, проведённый из начальной точки O, пересекает спираль бесконечное число раз — точки B, M, A и так далее. Расстояния между точками B и M, M и A равны шагу спирали {\displaystyle a=2k\pi }. При раскручивании спирали расстояние от точки O до точки M стремится к бесконечности, при этом шаг спирали остаётся постоянным (конечным), то есть чем дальше от центра, тем ближе витки спирали по форме приближаются к окружности.

## Площадь сектора
Площадь {\displaystyle S} сектора OCM:
{\displaystyle \left(2\right)} {\displaystyle S={\frac {1}{6}}\varphi \left(\rho ^{2}+\rho \rho '+\rho '^{2}\right)},
где {\displaystyle \rho =OC}, {\displaystyle \rho '=OM}, {\displaystyle \varphi =\angle COM}.
При {\displaystyle \rho =0}, {\displaystyle \rho '=a}, {\displaystyle \varphi =2\pi }, формула (2) даёт площадь фигуры, ограниченной первым витком спирали и отрезком CO:
{\displaystyle S_{1}={\frac {1}{3}}\pi a^{2}={\frac {1}{3}}S'_{1}},
где {\displaystyle S'_{1}} — площадь круга, радиус которого равен шагу спирали — {\displaystyle a}.
Все эти свойства и уравнения были открыты Архимедом.

## Вычисление длины дуги Архимедовой спирали
Бесконечно малый отрезок дуги {\displaystyle dl} равен (см. рис.3):

Рис. 3: Вычисление длины дуги Архимедовой спирали

{\displaystyle dl={\sqrt {d\rho ^{2}+dh^{2}}}},
где {\displaystyle d\rho } — приращение радиуса {\displaystyle \rho }, при приращении угла {\displaystyle \varphi } на {\displaystyle d\varphi }.
Для бесконечно малого приращения угла {\displaystyle d\varphi } справедливо:
{\displaystyle dh^{2}=\left(\rho d\varphi \right)^{2}}.
Поэтому:
{\displaystyle dl={\sqrt {d\rho ^{2}+\rho ^{2}d\varphi ^{2}}}}
так как {\displaystyle \rho =k\varphi } и
{\displaystyle d\rho =kd\varphi }
или
{\displaystyle dl={\sqrt {k^{2}d\varphi ^{2}+k^{2}\varphi ^{2}d\varphi ^{2}}}}
{\displaystyle dl=kd\varphi {\sqrt {1+\varphi ^{2}}}}.
Длина дуги {\displaystyle L} равна интегралу от {\displaystyle dl} по {\displaystyle d\varphi } в пределах от {\displaystyle 0} до {\displaystyle \varphi }:
{\displaystyle L=\int \limits _{0}^{\varphi }k{\sqrt {1+\varphi ^{2}}}d\varphi }
{\displaystyle L={\frac {k}{2}}\left[\varphi {\sqrt {1+\varphi ^{2}}}+\ln \left(\varphi +{\sqrt {1+\varphi ^{2}}}\right)\right]}.

## Трёхмерное обобщение
Трёхмерным обобщением архимедовой спирали можно считать проекцию конической спирали на плоскость, перпендикулярную оси конуса.

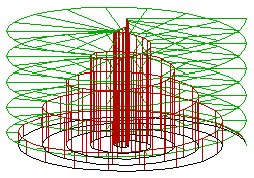
Архимедова спираль (черная), как проекция конической спирали на плоскость, перпендикулярную оси конуса, цилиндрическая спираль (зеленая) и коническая спираль (красная)